# Distretto di La Libertad
Il distretto di La Libertad è un distretto del Perù nella provincia di Huaraz (regione di Ancash) con 1.280 abitanti al censimento 2007 dei quali 340 urbani e 940 rurali.
È stato istituito il 11 novembre 1907 ed il capoluogo è Cajamarquilla.